# 真島村
真島村（ましまむら）は長野県更級郡にあった村。現在の長野市真島町真島・真島町川合および市場の一部にあたる。

## 地理
- 河川：千曲川、犀川

## 歴史
- 1889年（明治22年）4月1日 - 町村制の施行により、真島村・川合村の区域をもって発足。
- 1955年（昭和30年）1月1日 - 稲里村・小島田村・青木島村と合併して更北村が発足。同日真島村廃止。

## 交通

### 道路
現在は旧村域に五輪大橋有料道路の真島町川合インターチェンジが所在するが、当時は未開通。